# Gare de Bollwiller
Gare de Bollwiller vasútállomás Franciaországban, Bollwiller településen.

## Vasútvonalak
Az állomást az alábbi vasútvonalak érintik:
- Strasbourg–Bázel-vasútvonal
- Bollwiller-Lautenbach-vasútvonal
- Colmar-Sud-Bollwiller-vasútvonal

## Kapcsolódó állomások
A vasútállomáshoz az alábbi állomások vannak a legközelebb:
- Gare de Raedersheim
- Gare de Staffelfelden